# 五條県
五條県（ごじょうけん）は、1870年（明治3年）に大和国南部・河内国南部の旧幕府領・旗本領を管轄するために明治政府によって設置された県。

## 概要
1870年（明治3年）、宇智郡五條村（現五條市）に置かれていた五條代官所に五條県が設置された。その後、紀伊国内の高野山領、大和国吉野郡十津川郷を管轄した。しかし、翌年の第1次府県統合により廃止された。なお、五條県知事の四条隆平は引き続き奈良県知事を務めている。

## 沿革
- 明治3年
  - 2月27日（1870年3月28日） - 大和国宇智郡五條村（現在の五條市新町三丁目3-1）に置かれていた五條代官所に五條県を設置。奈良県のうち旧五條代官所の管轄区域、大和国南部の旧旗本領および河内国南部の旧幕府領・旗本領の一部を管轄。
  - 4月27日（1870年5月27日） - 堺県のうち紀伊国内の旧高野山領を管轄。
  - 5月19日（1870年6月17日） - 軍務官、兵部省が管轄していた大和国吉野郡十津川郷を管轄。
- 明治4年11月22日（1872年1月2日） - 第1次府県統合により、管轄区域のうち大和国を奈良県、河内国を堺県、紀伊国を和歌山県がそれぞれ管轄。同日五條県廃止。

## 管轄地域
- 大和国
  - 宇智郡 - 63村（五條代官所35村、旗本領32村）
  - 吉野郡のうち - 239村（五條代官所224村、旗本領16村）
- 紀伊国
  - 那賀郡のうち - 84村（高野山領）
  - 伊都郡のうち - 74村（高野山領）
- 河内国
  - 石川郡のうち - 31村（幕府領19村、旗本領12村）
  - 錦部郡のうち - 11村（五條代官所1村、旗本領8村、寺社領2村）

以上のほか、「旧高旧領取調帳」では大和国葛上郡のうち29村（五條代官所）、宇陀郡のうち35村（五條代官所）を五條県管轄として記載しているが、明治3年11月の「五條御支配所高附帳」(与熊文朗氏文書)や明治4年11月の「社事ニ関スル官省伺上申藩県往復ノ件 五條県」(奈良県立図書館所蔵)では五條県管轄として大和国宇智郡・吉野郡、紀伊国那珂郡・伊都郡、河内国石川郡・錦部郡の6郡を記述するのみで、大和国葛上郡・宇陀郡の記述を欠いており、大和国葛上郡・宇陀郡の五條県管轄所に関しては「旧高旧領取調帳」の誤記と考えられる。なお相給が存在するため、村数の合計は一致しない。

## 歴代知事
- 明治3年2月27日（1870年3月28日） - 明治4年8月4日（1871年9月18日） ： 知事・鷲尾隆聚（元公家）
- 明治4年8月4日（1871年9月18日） - 明治4年11月22日（1872年1月2日） ： 知事・四条隆平（元公家）